# Brädgård

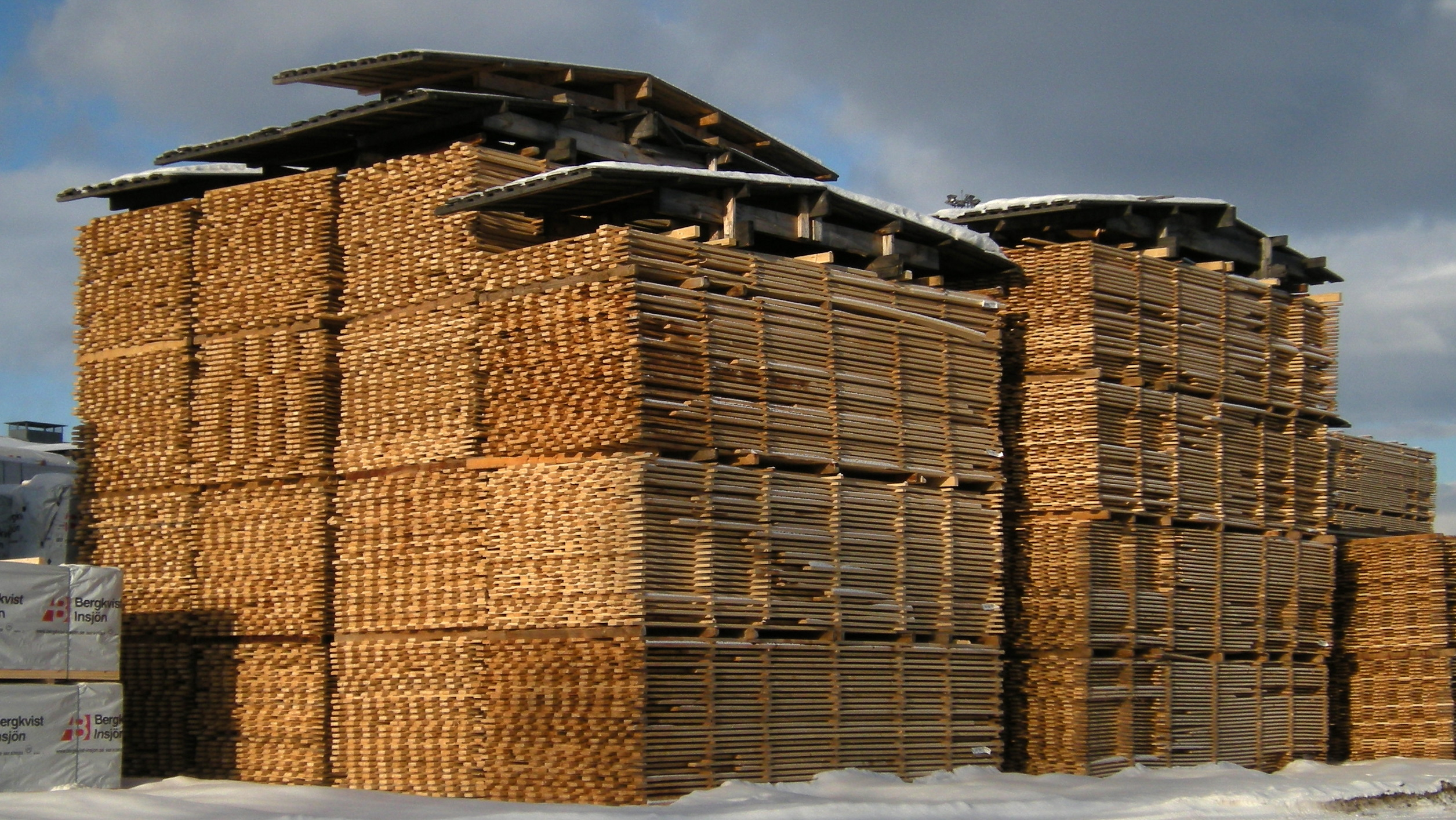
Brädgård i Insjön.

En brädgård är ett område vid ett sågverk där sågat virke – plankor och brädor – läggs upp för att lufttorka. Ordet används också i dagligt tal för ett försäljningsställe för sågade trävaror och övrigt byggnadsmaterial.

## Tilt
Tilt är ett gammalt brädgårdsmått (stycketal) med innebörden 10 stycken. Använt i Halland och Småland med tillämpning på brädor och läkt. 

## Källhänvisningar
1. ↑  Johan Ernst Rietz: Svenskt dialektlexikon, Gleerups, Lund 1862…1867, faksimilutgåva Malmö 1962  sida 733, spalt 1.